# Blue Book on Argentina
Das Blue Book on Argentina war eine Dokumentation des US-Außenministeriums über Aktivitäten der argentinischen Regierungen zur Unterstützung der Achsenmächte im Zweiten Weltkrieg.
Als am 12. Januar 1946 die Vizepräsidentschafts-Kandidatur von Juan Hortensio Quijano bei der Wahl von Juan Perón zum Präsidenten bekanntgegeben wurde, gab die Regierung von Harry S. Truman den Text der Blue Book on Argentina genannten Zusammenstellung an die United Press International zur weltweiten Veröffentlichung. Am 13. Januar 1946 widmete die argentinische Tageszeitung La Prensa fünf ganze Seiten der Dokumentation Libro azul.
Das Blue Book behauptete, dass Perón und weitere Personen eine Verschwörung mit der NSDAP unterhalten hätten.
Anders, als der Name vermuten lässt, wurde die Dokumentation nicht in Buchform veröffentlicht.